# 斯普利特洛格 (密蘇里州)
斯普利特洛格（英語：Splitlog）是位於美國密蘇里州麥克唐納縣的非建制地區。

## 歷史
斯普利特洛格的郵局於1887年設立，其後於1906年停運。

## 地理
斯普利特洛格所處的海拔為高於海平面373米（即1224英呎），而該地所採用的時區為UTC-6，即北美中部時區（CST）。同時該地設有夏令時間，為UTC-6調快一小時，即UTC-5（CDT）。